# Astragalus eremospartoides
Astragalus eremospartoides es una especie de planta del género Astragalus, de la familia de las leguminosas, orden Fabales.

## Distribución
Astragalus eremospartoides se distribuye por Kazajistán (Dzhambul, Kzyl-Orda) y Uzbekistán.

## Taxonomía
Fue descrita científicamente por Regel. Fue publicado en Trudy Imperatorskago S.-Peterburgskago Botaniceskago Sada. 3(1): 103 (1874). 